# كينيث راند
كينيث راند (بالإنجليزية: Kenneth Rand)‏ هو شاعر أمريكي، ولد في 8 مايو 1891 في منيابولس في الولايات المتحدة، وتوفي في 15 أكتوبر 1918 في Walter Reed Army Medical Center ‏ في الولايات المتحدة.